# 장기선 간섭계

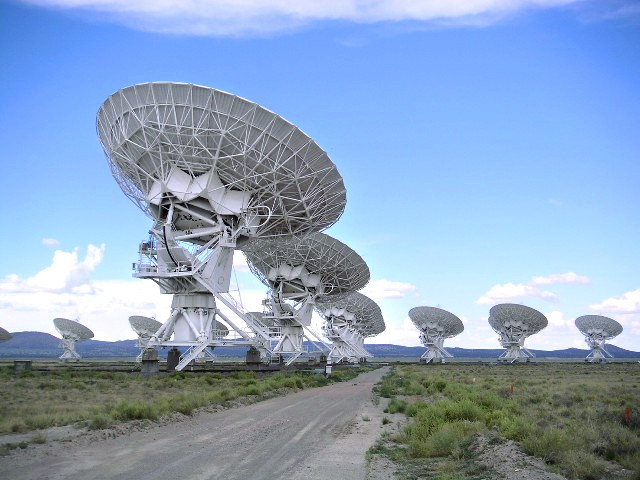
VLA의 전파망원경들, 각 망원경 접시의 크기는 27m이다.

장기선 간섭계(Very Large Array; VLA)는 1981년에 완공된 미국 뉴멕시코주에 있는 우주전파관측군집이다.

## 같이 보기
- 파라날 천문대
- 라 실라 천문대
- 유럽 초대형 망원경